# Stettiner Fußball-Vereinigung
Die Stettiner Fußball-Vereinigung (SFV) war ein lokaler Fußballverband in der pommerschen Stadt Stettin. Das genaue Gründungsdatum ist unbekannt, der SFV existierte zwischen 1903 und 1905.

## Gründung und Entwicklung
Der Verband wurde von den vier Vereinen Stettiner FC Titania, FC Sport Stettin, FC Saxonia 1903 Stettin und SC Comet Stettin gegründet und im Februar 1904 erstmals in einem Zeitungsbericht erwähnt. An den Punktspielen beteiligten sich alle Vereine, wobei der FC Titania mit seiner ersten und zweiten Mannschaft spielte. Meister wurde der FC Titania, obwohl in der einzig bekannt gewordenen Tabelle noch das Spiel gegen das eigene Reserveteam ausstand. Des Öfteren verzichteten die zweiten Mannschaften aber auf die Austragung des Punktspiels gegen das erste Team.
Da die Verhältnisse in Stettin von Anfang an schlecht waren und von endlosen internen Querelen begleitet wurden, ist der Werdegang der lokalen Verbände nur sehr schwer nachzuvollziehen. 1905 wurde sowohl die Stettiner Fußball-Vereinigung als auch der Verband Stettiner Ballspiel-Vereine aufgelöst und der  Verband Pommerscher Ballspiel-Vereine gegründet. Diesem gehörten jetzt alle Stettiner Vereine an. Ende Mai 1905 wurde der FC Titania als Stettiner Meister bezeichnet, wenige Wochen später als Meister Pommerns.
Als Vorsitzender wurde 1904 Herrmann Liedtke genannt.

## Meister der Stettiner Fußball-Vereinigung

### 1903/04
| Pl. | Verein                  | Sp. | S | U | N | Tore    | Quote | Punkte |
| --- | ----------------------- | --- | - | - | - | ------- | ----- | ------ |
| 1.  | Stettiner FC Titania    | 3   | 3 | 0 | 0 | 028:000 | ∞     | 06:0   |
| 2.  | FC Sport 1900 Stettin   | 4   | 3 | 0 | 1 | 008:140 | 0,57  | 06:20  |
| 3.  | FC Saxonia Stettin      | 4   | 2 | 0 | 2 | 004:150 | 0,27  | 04:40  |
| 4.  | Stettiner FC Titania II | 3   | 1 | 0 | 2 | 004:500 | 0,80  | 02:40  |
| 5.  | SC Comet Stettin        | 4   | 0 | 0 | 4 | 003:130 | 0,23  | 0:80   |

| Legende |                          |
|         | Stettiner Fußballmeister |

### 1904/05
Aus dieser Spielzeit ist nur der Sieger, Stettiner FC Titania, überliefert.